# Serratella
Serratella je rod hmyzu z čeledi Ephemerellidae. Do tohoto rodu se řadí dvacet druhů jepic. Jako první tento rod popsal Edmunds v roce 1959.

## Seznam druhů
Do tohoto rodu patří dvacet druhů:
- Serratella albai (Gonzalez Del Tanago a Garcia De Jalon, 1983)
- Serratella brevicauda (Jacobus, Zhou a McCafferty, 2009)
- Serratella elissa (Jacobus, Zhou a McCafferty, 2009)
- Serratella frisoni (McDunnough, 1927)
- Serratella fusongensis (Su a You, 1988)
- Serratella ignita (Poda, 1761)
- Serratella ishiwatai (Gose, 1985)
- Serratella karia (Kazanci, 1990)
- Serratella lactata (Bengtsson, 1909)
- Serratella levis (Day, 1954)
- Serratella longipennis (Zhou, Gui a Su, 1997)
- Serratella micheneri (Traver, 1934)
- Serratella occiprens (Jacobus a McCafferty, 2008)
- Serratella serrata (Morgan, 1911)
- Serratella serratoides (McDunnough, 1931)
- Serratella setigera (Bajkova, 1967)
- Serratella spinosa (Ikonomov, 1961)
- Serratella tsuno (Jacobus a McCafferty, 2008)
- Serratella uenoi (Allen a Edmunds, 1963)
- Serratella zapekinae (Bajkova, 1967)

## Fotogalerie

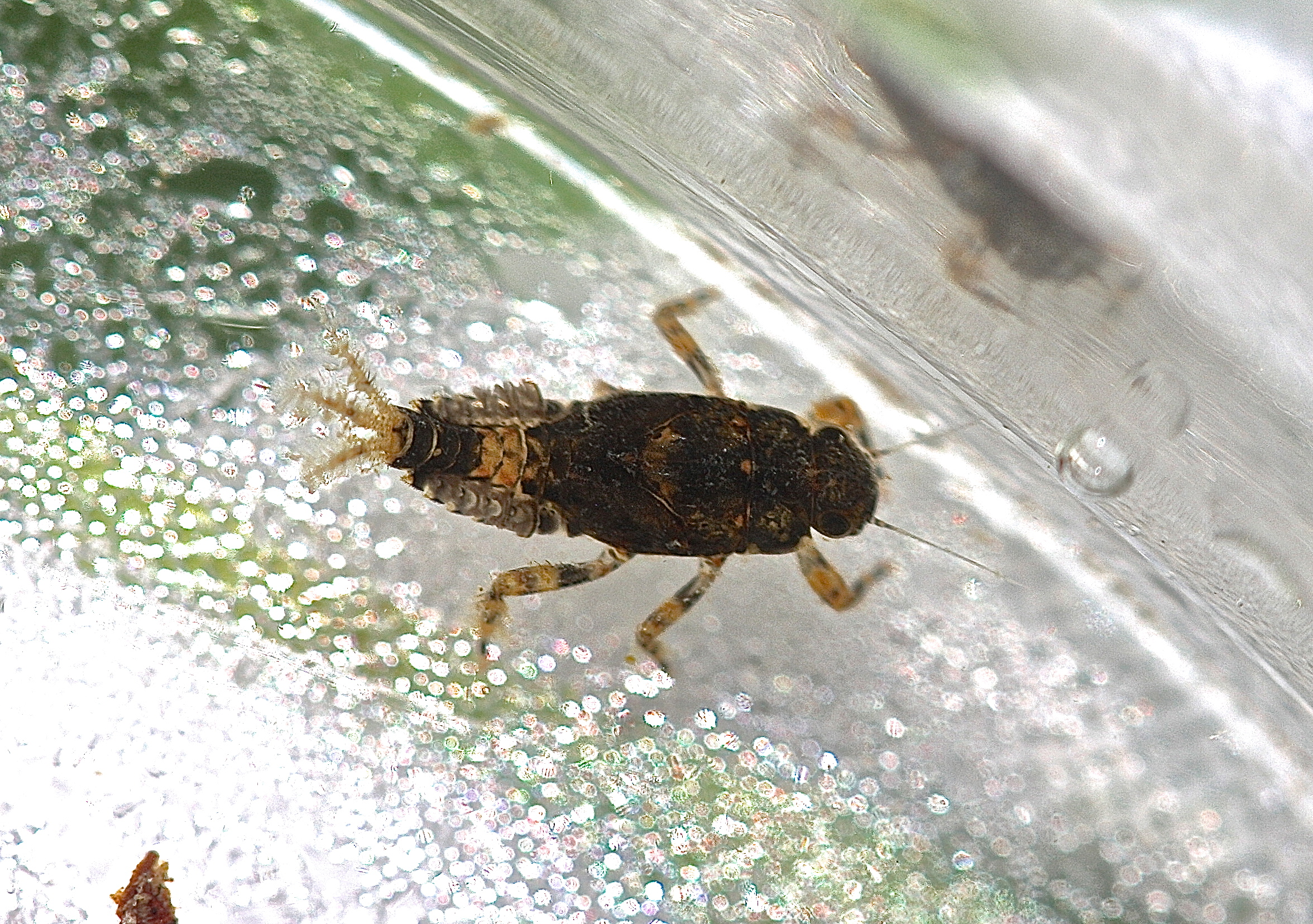
Nymfa Serratella carolina
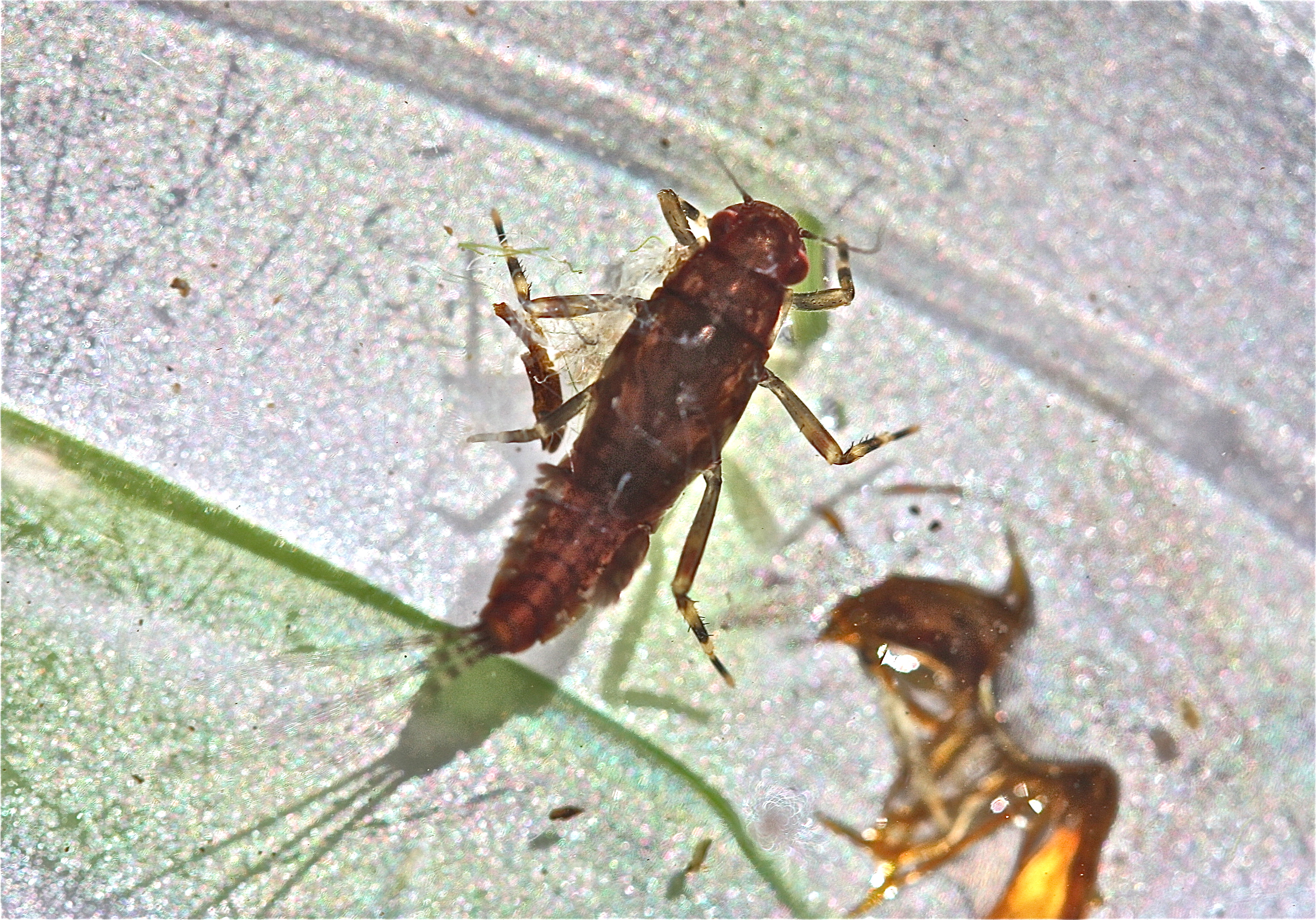
Nymfa Serratella tibialis
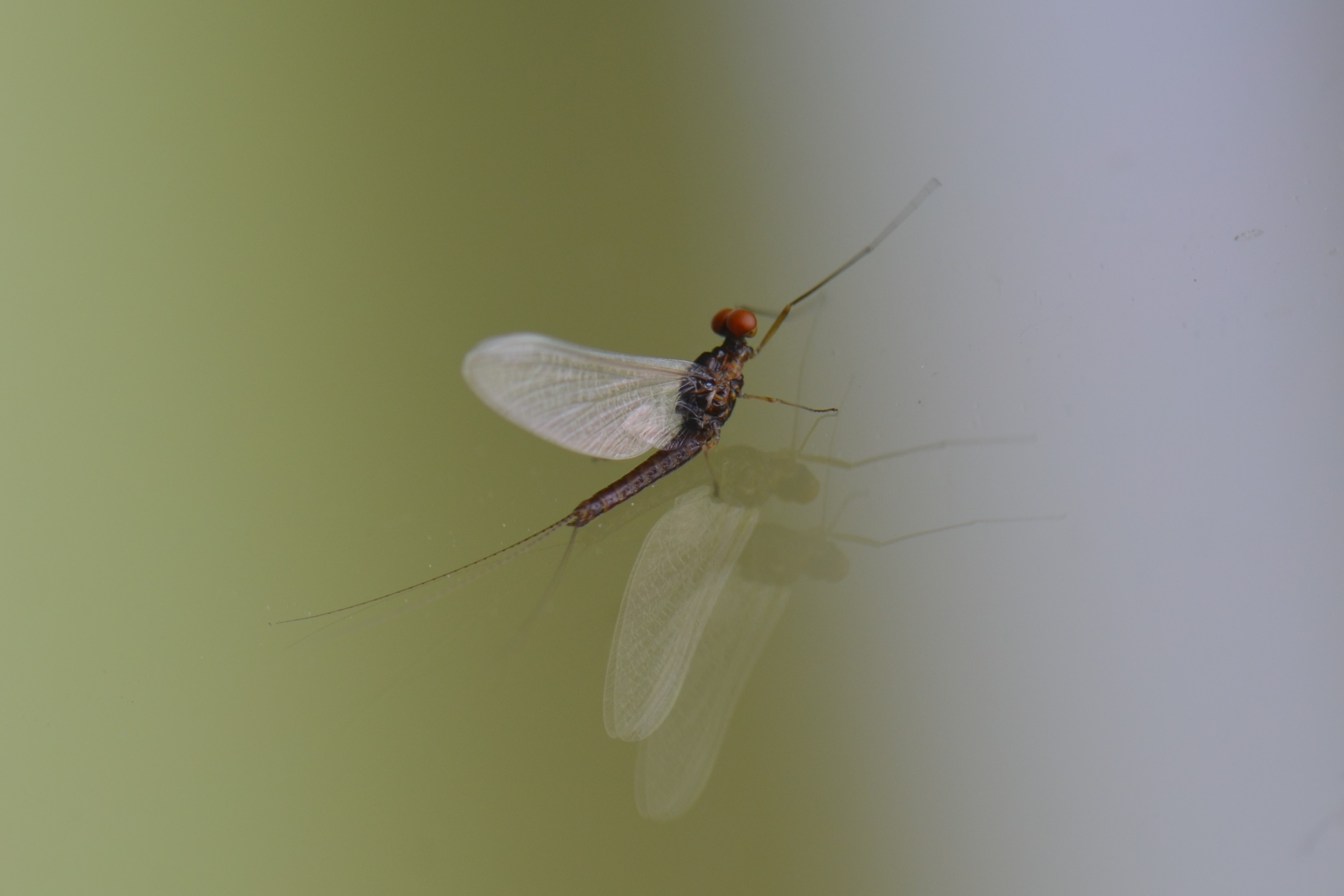
Imago Serratella ignita